# Ovington E. Weller
Ovington E. Weller (Reisterstown, 1862. január 23. – Baltimore, 1947. január 5.) az Amerikai Egyesült Államok szenátora (Maryland, 1921–1927).